# Alvaradoia deserti
Alvaradoia deserti är en fjärilsart som beskrevs av Charles Oberthür. Alvaradoia deserti ingår i släktet Alvaradoia och familjen nattflyn. Inga underarter finns listade i Catalogue of Life.